# Fuego fatuo

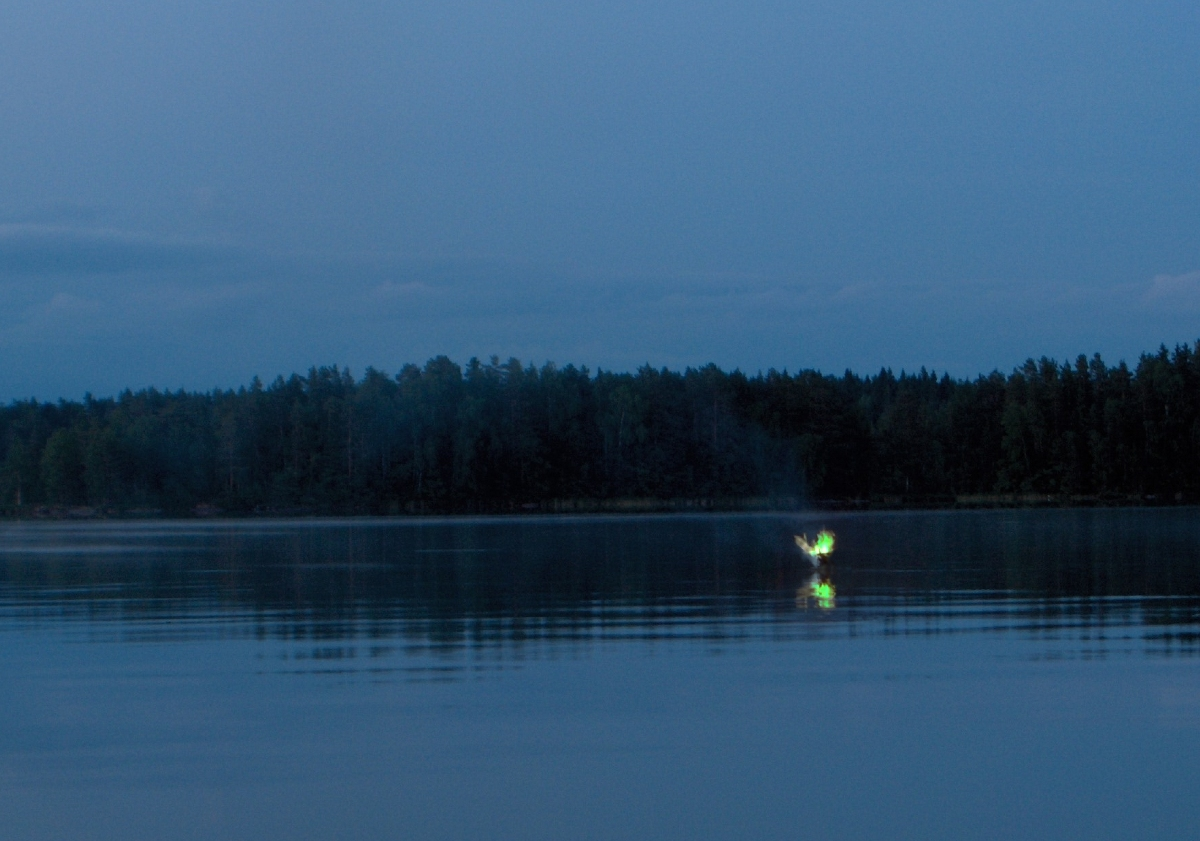
Imitación artística de un fuego fatuo

La locución fuego fatuo (en latín ignis fatuus) o luz de muerto hace referencia al fenómeno consistente en la inflamación de ciertas materias (fósforo, metano, principalmente) que se elevan de las sustancias orgánicas en putrefacción, y forman pequeñas llamas que se ven arder en el aire a poca distancia de la superficie del agua en lugares pantanosos y en cementerios. Son luces pálidas que pueden verse a veces de noche o al anochecer.

## Teorías sobre su origen
Los primeros intentos de hallar una explicación científica se remontan a Alessandro Volta en 1776, cuando descubrió el metano.
Propuso que un fenómeno eléctrico natural (como los rayos) interactuando con los gases de los pantanos podían ser el causante de los fuegos fatuos.  Esto fue apoyado por el polímata Joseph Priestley en sus series de trabajos Experiments and Observations on Different Kinds of Air 
(del inglés, «Experimentos y observaciones sobre diferentes clases de aire») (1772–1790); y por el físico francés Pierre Bertholon de Saint-Lazare en De l’électricité des météores (1787).
Tempranos críticos de la teoría del gas del pantano a menudo la rechazaban en varios frentes incluyendo lo improbable de la combustión espontánea, la ausencia de calor en algunos fuegos fatuos observados y sobre todo el comportamiento extraño de los fuegos fatuos que retroceden al aproximarse el observador y los diferentes relatos sobre rayos bola (que también se clasifican como fuegos fatuos).
Sin embargo, la aparente retirada de los fuegos fatuos al acercarse a ellos podría explicarse simplemente por la agitación del aire por parte de los objetos cercanos que se mueven, lo que hace que los gases se dispersen. Esto se observó en los relatos muy detallados de varias interacciones cercanas con fuegos fatuos publicadas anteriormente en 1832 por el mayor Louis Blesson después de una serie de experimentos en varias localidades donde se sabía que ocurrían.
Es de destacar su primer encuentro con un fuego fatuo en un pantano entre un profundo valle en el bosque de Gorbitz, en Brandeburgo Oriental, Alemania. Blesson observó que el agua estaba cubierta por una película iridiscente y durante el día se podían observar burbujas que crecían abundantemente desde ciertas áreas. Por la noche, Blesson observó llamas azul-púrpura en las mismas áreas y concluyó que estas estaban conectadas al gas ascendente. Pasó varios días investigando el fenómeno, descubriendo con desaliento que las llamas se retiraban cada vez que intentaba acercarse. Finalmente tuvo éxito y pudo confirmar que las luces eran causadas por el gas encendido. El científico británico Charles Tomlinson en On Certain Low-Lying Meteors (1893) describe los experimentos de Blesson de la siguiente manera:

"Al visitar el lugar por la noche, las llamas sensibles se alejaban cuando el mayor avanzaba; pero al quedarse quietas, volvió e intentó encender con ellas un trozo de papel, aunque la corriente de respiración producida por su aliento los mantenía a una distancia demasiado grande. Al girar la cabeza y tapar su respiración, logró encender el papel. También fue capaz de extinguir la llama al conducirla delante de él a una parte del suelo donde no se producía gas; luego, aplicando una llama al lugar de donde salía el gas, se escuchó una especie de explosión en torno a ocho o nueve pies cuadrados del pantano; se vio una luz roja, que se desvaneció en una llama azul de aproximadamente un metro de alto, y esta continuó ardiendo con un movimiento inestable. Cuando amaneció, las llamas se pusieron pálidas, y parecían acercarse más y más a la tierra, hasta que finalmente desaparecieron de la vista".

Blesson también observó diferencias en el color y el calor de las llamas en diferentes marismas. El fuego fatuo en Malapane, Alta Silesia (ahora Ozimek, Polonia), podía encenderse y apagarse, pero no podían quemar trozos de papel o virutas de madera. De manera similar, el fuego fatuo en otro bosque en Polonia cubría trozos de papel y virutas de madera con un fluido viscoso y aceitoso en lugar de quemarlos. Blesson también creó accidentalmente fuegos fatuos en las marismas de Porta Westfalica, Alemania, mientras lanzaba fuegos artificiales.
En la ciencia moderna, generalmente se acepta que la mayoría de los fuegos fatuos son causados por la oxidación de fosfano (PH3), difosfano (P2H4) y metano (CH 4). Estos compuestos, producidos por la descomposición de compuestos orgánicos, pueden causar emisiones de fotones. Dado que las mezclas de fosfina y difosfano se encienden espontáneamente al contacto con el oxígeno en el aire, solo se necesitarían pequeñas cantidades para encender el metano mucho más abundante para crear incendios efímeros. Además, el fosfano produce pentóxido de fósforo como subproducto, que forma ácido fosfórico al contacto con el vapor de agua. Esto podría explicar la «humedad viscosa» descrita por Blesson.
Un intento de replicar los fuegos fatuos en condiciones de laboratorio fue llevado a cabo en 1980 por el geólogo británico Alan A. Mills de la Universidad de Leicester. A pesar de que tuvo éxito en crear nubes resplandecientes y frías mediante la mezcla de fosfeno crudo y gas natural, el color de la luz era verde y producía copiosas cantidades de humo acre. Esto era contrario a la mayoría de los relatos de testigos oculares de fuegos fatuos. Como alternativa, Mills propuso en el año 2000 que los fuegos fatuos podían ser llamas frías. Estos son halos de precombustión luminiscentes que se producen cuando varios compuestos se calientan justo por debajo del punto de ignición. Las llamas frías son de hecho típicamente azuladas en color y, como su nombre sugiere, generan muy poco calor. Las llamas frías pueden ocurrir con una amplia variedad de compuestos, incluyendo hidrocarburos (incluyendo metano), alcoholes, aldehídos, aceites, ácidos, e incluso ceras. Sin embargo, no se conoce si las llamas frías pueden suceder de manera natural, pese a que muchos de los compuestos que exhiben llamas frías son productos resultado de la descomposición orgánica.
Experimentos realizados por el científico italiano Luigi Garlaschelli en 2008 reprodujeron exitosamente una luz débil y fría al mezclar fosfina con aire y nitrógeno. Aunque el brillo era todavía verdoso en su color, Garlaschelli y Boschetti hicieron notar que bajo condiciones de baja luminosidad el ojo humano no puede distinguir fácilmente entre colores. Es más, ajustando las cantidades de gases y las condiciones medioambientales (temperatura, humedad, etcétera), fue posible eliminar el humo y el olor, o al menos llevarlo a niveles indetectables. Garlaschelli y Boschetti también están de acuerdo con Mills en que las llamas frías pueden ser otra explicación plausible para otros tipos de fuego fatuo.
Otros creen que organismos bioluminiscentes (por ejemplo el hongo fluorescente Armillaria mellea) o la fosforescencia natural de las sales de calcio presentes en las osamentas provocan la luz. Otras explicaciones incluyen causas similares a las del rayo globular.

## Mitos y leyendas

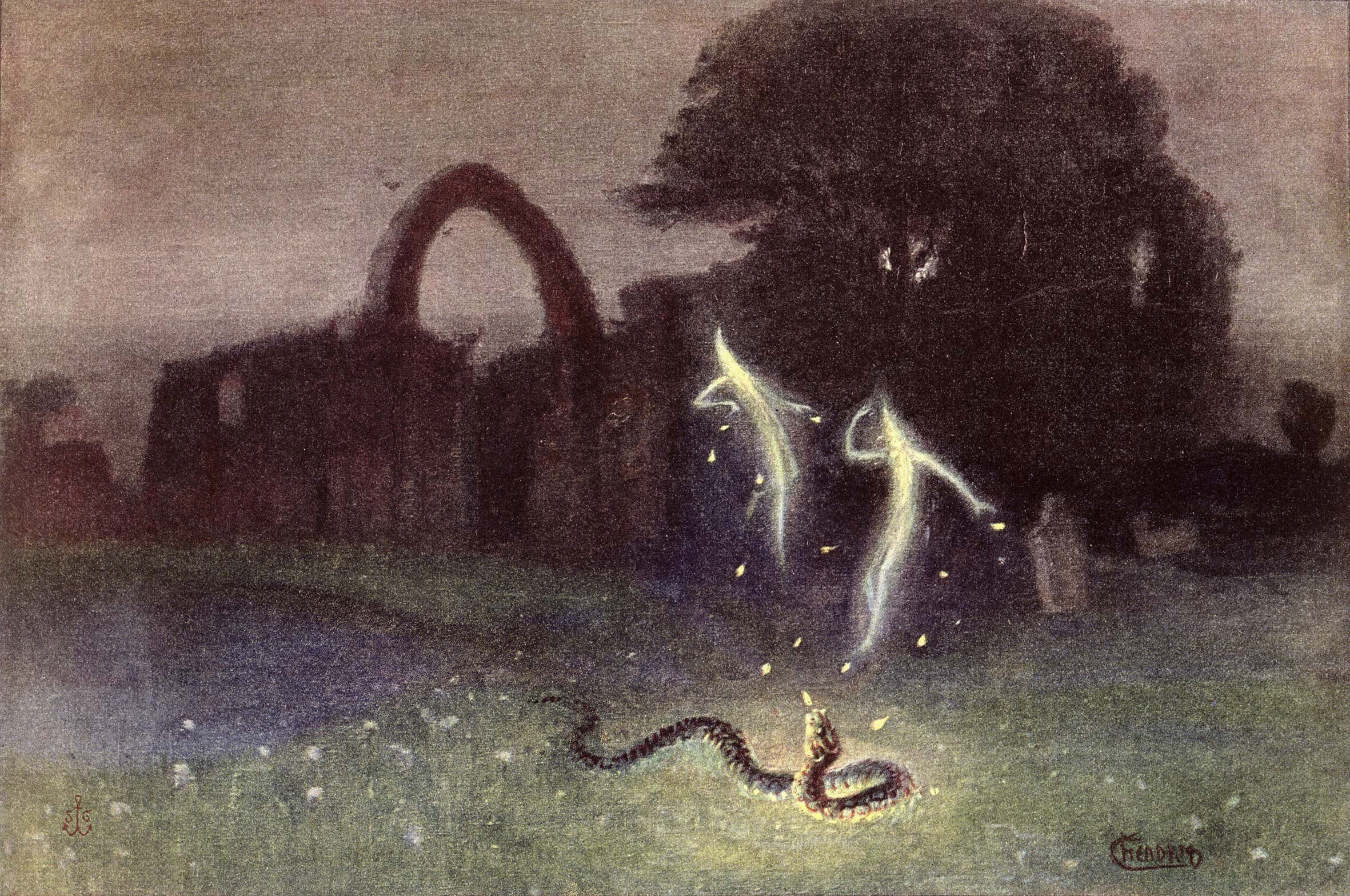
El fuego fatuo y la serpiente, de Hermann Hendrich (1823)

Las leyendas sobre los fuegos fatuos se extienden no solamente por Europa, sino también por América, Asia y Oceanía.

### América
En Chile, entre las creencias mapuches, destaca la leyenda de los Anchimallén, seres espirituales que se asemejan a esferas de fuego.
En algunas zonas rurales de Venezuela existe la leyenda de que los fuegos fatuos son los espíritus del conquistador español Lope de Aguirre y sus hombres, que no encuentran reposo en el más allá y vagan por el mundo.
En Colombia se cree que estas llamas indican el lugar de un tesoro enterrado por los nativos indígenas antes y durante la colonización española, siendo este enterramiento conocido como guaca. Sin embargo existe la creencia de que estas llamas solo pueden ser vistas por personas de buen corazón y sin ambiciones materiales, y por ello sería vista con mayor frecuencia por niños.
En Argentina y Uruguay, el fenómeno del fuego fatuo es identificado con la leyenda de la Luz mala, como manifestación de un alma en pena de alguien que no ha podido recibir sepultura cristiana o que, debido a sus pecados, no ha podido acceder al cielo y permanecen en estado de purgatorio.
En Costa Rica popularmente se le llama «luces de muerto», pues se dice que cuando se ve una luz bailar entre las sombras de los caminos o cerca de cementerios se trata de almas de muertos, quizá de algún rico avaro, que enterró sin revelar a nadie una botija llena de monedas.
En Luisiana, Estados Unidos, especialmente en los pantanos, se tiene la creencia de que existen unos espíritus malignos llamados fifolets. Estos representan fantasmas de los muertos arrastrados por las corrientes hacia los bayous.

### Asia
Se cree que el Hitodama (la imagen clásica de las almas como una llama o bola de humo azul o verde), propio del folclore japonés, tuvo su origen en los fuegos fatuos.
La bola de fuego de Naga, en el río Mekong, entre Tailandia y Laos, puede ser un fenómeno similar.

### Europa
Entre la población rural europea, especialmente en la cultura popular gaélica y eslava, se cree que los fuegos fatuos o "will-o'-the-wisp" (nombre común en el Reino Unido) son espíritus malignos de muertos u otros seres sobrenaturales que intentan desviar a los viajeros de su camino, alejándose cada vez que alguien trata de acercarse (compárese con el puck). A veces se cree que son espíritus de niños sin bautizar o nacidos muertos, que revolotean entre el cielo y el infierno. Modernas elaboraciones ocultistas los relacionan con la salamandra, un tipo de espíritu completamente independiente de los seres humanos (a diferencia de los fantasmas, que se supone que han sido humanos en algún momento anterior). También encajan en la descripción de ciertos tipos de hada, que pueden o no haber sido almas humanas. 
En el folclore húngaro el fenómeno es conocido como lidérc y se cree que puede producirse colocando un huevo de gallina negra bajo una axila. Esta criatura protegería y bendeciría con salud y riqueza a su dueño y creador. Igualmente, el fuego fatuo aparece en numerosas leyendas populares de las islas británicas, siendo a menudo en ellas un personaje malicioso. En su libro British Goblins, William Wirt Sikes menciona una leyenda galesa sobre un fuego fatuo (pwca en galés) en la que un campesino que vuelve a casa al anochecer avista una luz brillante moviéndose bastante por delante de él. Desde más cerca, logra ver que la luz es una linterna portada por una «pequeña figura oscura» a la que sigue durante varias millas. De repente se halla en el borde de una enorme cima con un rugiente torrente de agua corriendo bajo él. En este preciso momento el portador de la linterna salta cruzando el agujero, elevando la luz muy por encima de su cabeza y lanzando una risa maliciosa, tras lo cual apaga la luz, dejando al pobre campesino lejos de su casa, sumido en la oscuridad al borde del precipicio. Ésta es una historia cautelar bastante común sobre el fenómeno, si bien los fuegos fatuos no siempre se consideran peligrosos; hay algunas leyendas que los hacen guardianes de tesoros, de forma muy parecida a como el leprechaun irlandés guiaba a los que tenían la valentía de seguirlo hasta riquezas seguras. Otras historias tratan sobre viajeros que se pierden en el bosque, se encuentran con un fuego fatuo y dependiendo de cómo le tratan éste los pierden aún más en él o le guían fuera.
Katherine Briggs menciona a Will el Herrero de Shropshire (Inglaterra) en su Diccionario de las hadas. En este caso Will es un herrero malvado a quien San Pedro le da una segunda oportunidad en las puertas del Cielo, pero que lleva tan mala vida que termina siendo condenado a vagar por la Tierra. El diablo le provee de un único carbón ardiente con el que calentarse, que entonces él usa para atraer a los viajeros imprudentes a los pantanos.

### Oceanía
El equivalente australiano, conocido como la luz Min Min, ha sido supuestamente visto en partes del interior del país después del anochecer. La mayoría de avistamientos habrían ocurrido en la región de Channel Country (la mayor parte de dicha región se encuentra en Queensland).
Las historias sobre las luces se pueden encontrar en el mito aborigen anterior a la colonización occidental de la región y desde entonces se han convertido en parte de la historia del folclore australiano. Los aborígenes australianos sostienen que el número de avistamientos ha aumentado junto con la creciente entrada de europeos en la región. De acuerdo con el folclore, las luces algunas veces siguen o se aproximan a la gente y desaparecían cuando les disparaban, sólo para reaparecer después.

## Literatura
En la literatura, el fuego fatuo tiene a menudo un significado metafórico, describiendo cualquier esperanza o meta que guía a alguien pero que es imposible de alcanzar, o algo que uno encuentra siniestro y desconcertante.
Algunos ejemplos de referencias en la literatura son:
- En el cuento esotérico de Johann Wolfgang von Goethe La serpiente verde y la bella azucena: «Al salir delante de la puerta vio dos grandes fuegos fatuos flotando encima del bote amarrado y le aseguraron que se hallaban en los más grandes apuros y que estaban deseosos de verse ya en la otra orilla...». Asimismo, en la obra teatral Fausto, del mismo autor, el fuego fatuo es mencionado por Mefistófeles, e incluso aparecen como personajes que sostienen diálogos con Mefistófeles y el Doctor Fausto.
- El poema de Samuel Taylor Coleridge «Balada del viejo marinero» describe un fuego fatuo. Dicho poema fue publicado por primera vez en las Baladas líricas, en 1798.

«Alrededor, alrededor, por un lado y por el otro
Los fuegos-de-la-muerte bailaban a la noche;
El agua, como óleos de una bruja
Ardía verde, y azul, y blanco».
— Samuel Taylor Coleridge, «Balada del viejo marinero», en Baladas líricas.

- En El vizconde demediado, de Italo Calvino; el doctor Trelawney va a hacer investigaciones al bosque y al cementerio en busca de fuegos fatuos para capturarlos.
- En el inicio de la más conocida obra de Bram Stoker, Drácula, el protagonista, Jonathan Harker, es conducido por un misterioso cochero hacia un castillo durante la Noche de Walpurgis. El joven observa cómo el conductor se baja de cuando en cuando del carruaje en pos de unos fuegos fatuos que iluminan fugazmente el camino. Más tarde descubre que el personaje no es otro que el Conde Drácula y que seguía las luces porque marcaban el lugar de tesoros enterrados.
- «La raza anhela adorar. ¿Puede adorar lo simple o venerar lo obvio? Toda la mitología y el folclore eleva una indignada protesta en el pensamiento. El sol daba luz, por tanto no era gas caliente ni llama, sino un dios o un carro. El ignus fatuus engañaba a los hombres por la noche. Era un espíritu; nada tan simple como la descomposición podía cubrir la necesidad.» — El secreto de la victoria', de George Patton, escrito el 26 de marzo de 1926.
- El poeta flamenco Willem Elsschot, alias de Alfons-Jozef De Ridder, escribió Het dwaallicht («Fuego fatuo») en 1946.
- J. R. R. Tolkien menciona en El señor de los anillos (publicado por primera vez en 1954–1955) luces de los pantanos en la Ciénaga de los Muertos:

«Por último Sam no pudo contenerse:

— ¿Qué es todo esto, Gollum? —dijo en un murmullo—. ¿Estas luces? Ahora nos rodean por todas partes. ¿Nos han atrapado? ¿Quiénes son?
Gollum alzó la cabeza. Se encontraba delante del agua oscura y se arrastraba en el suelo, a derecha e izquierda, sin saber por dónde ir.
— Sí, nos rodean por todas partes —murmuró—. Los fuegos fatuos. Los cirios de los cadáveres, sí, sí. ¡No les prestes atención! ¡No las mires! ¡No las sigas! ¿Dónde está el amo?
Sam volvió la cabeza y advirtió que Frodo se había retrasado otra vez. No lo veía. Volvió sobre sus pasos en las tinieblas, sin atreverse a ir demasiado lejos, ni a llamar en voz más alta que un ronco murmullo. Súbitamente tropezó con Frodo, que inmóvil y absorto contemplaba las luces pálidas. Las manos rígidas le colgaban a los costados del cuerpo: goteaban agua y lodo.

—¡Venga, señor Frodo! —dijo Sam—. ¡No las mire! Gollum dice que no hay que mirarlas.»
— J. R. R. Tolkien. «A través de las ciénagas», en Las dos torres.

- Un fuego fatuo aparece en la novela de Michael Ende La historia interminable:

"Un resplandor suave cruzó en zig-zag por el bosque, se quedó temblando aquí o allá, levantó el vuelo, se posó en una rama y se apresuró a continuar. Era una esfera luminosa, aproximadamente del tamaño de una pelota, que daba grandes saltos, rebotaba de vez en cuando en el suelo y volvía a flotar por el aire. Pero no era una pelota.

Era un fuego fatuo [...] En el interior del redondo resplandor se veía una figura pequeña y muy viva, que saltaba y corría a más no poder. No era un hombrecito ni una mujercita, porque esas diferencias no existen entre los fuegos fatuos. Llevaba en la mano una diminuta bandera blanca, que tremolaba a sus espaldas. Se trataba, pues, de un mensajero o de un parlamentario".
— Michael Ende, La historia interminable.

- «... un flibbertigibbet, un fuego fatuo, un payaso ...» aparece en la canción How Do You Solve a Problem Like Maria de la película The Sound of Music.
- Hinkypunk, el nombre que se da al fuego fatuo en el sudoeste de Inglaterra (probablemente derivado del galés pwca o puck), ha alcanzado la fama como un monstruo en la serie de novelas de J. K. Rowling Harry Potter. En los libros, un hinkypunk es una criatura de una sola pierna y aspecto frágil que parece estar hecha de humo. El hinkypunk habita las ciénagas y lleva una linterna que usa para atraer viajeros a la oscuridad. El profesor Remus Lupin presenta a la criatura en el libro Harry Potter y el prisionero de Azkaban. Harry y sus compañeros se enfrentan a un hinkypunk en su examen final de Defensa Contra las Artes Oscuras ese año. Aunque Harry aprueba, Ron Weasley queda confundido por sus desorientadores movimientos y se hunde en la ciénaga.
- José Saramago en Ensayo sobre la ceguera hace pasar a su protagonista un mal rato al ir a revisar un sótano:

«— Están muertos, consiguió decir entre sollozos. — Quiénes están muertos. — Ellos, y no pudo continuar. — Cálmate, me lo contarás cuando puedas. Unos minutos después, ella dijo: — Están muertos. — ¿Has visto algo?, ¿abriste la puerta, preguntó el marido? — No, sólo vi que había fuegos fatuos agarrados a las rendijas, estaban allí agarrados y danzaban, no se soltaban (...) hidrógeno fosforado resultante de la descomposición.»
— José Saramago, Ensayo sobre la ceguera.

- Los fuegos fatuos son nombrados en varios libros de Stephen King, como It y Cementerio de animales.

«— Los micmac creían que esa colina era un sitio mágico —dijo—. Creían que todo el bosque, al norte y el este del pantano, era mágico. Hicieron este sitio, y enterraban a sus muertos aquí. Las otras tribus no se acercaban; los penobscots por ejemplo, decían que estos bosques estaban llenos de fantasmas. Después, los traficantes de pieles empezaron a decir cosas parecidas. Supongo que algunos vieron los fuegos fatuos en el Pantano del Dios Pequeño, y creyeron haber visto fantasmas.
Jud sonrió, y Louis pensó: «Eso no es lo que tú crees, para nada».
— Después, ni siquiera los micmac quisieron venir. Uno de ellos dijo que había visto un wendigo, y que la tierra se había hecho mala. Hicieron un gran congreso para decirlo... así me lo contaron en mi juventud, Louis, pero lo oí de labios del viejo mentiroso Stanny B. (así llamábamos todos a Stanley Bouchard), y lo que Stanny B. no sabía lo inventaba.»

- Armando Uribe escribe en Vergüenza ajena en uno de sus poemas:

"Soy fatuo como fuego fatuo
con salvedad que no tengo fuego
pero la fatuidad me come el hígado,
debí decir riñones. Sigo,
cursilería aparte, niego
ser rebuscado, el daño es mutuo".
— Armando Uribe, Vergüenza ajena.

## Videojuegos y televisión
- El fuego fatuo aparece como un movimiento tipo fuego de la saga de videojuegos Pokémon, característico de los Pokémon tipo fantasma/fuego, causando una quemadura al oponente.
- El fuego fatuo es un viejo hechizo escocés que aparece como conjuro en la película de Disney y Pixar Brave.
- En la serie de televisión de Disney "Qué raro", aparece como antagonista recurrente un fuego fatuo llamado Bricriu.[15]
- En diversos juegos de la franquicia The Legend of Zelda, el espíritu de los poe (criaturas fantasmagóricas) es representado como un fuego fatuo al ser derrotados.
- En el universo de la franquicia de videojuegos Warcraft, la raza de elfos de la noche, al morir, se convierten en fuegos fatuos que vagan por los bosques.
- En la saga de videojuegos Yōkai Watch el fuego fatuo aparece en distintas partes del cuerpo de muchos Yōkai.
- En la serie de televisión Once Upon a Time, el fuego fauto es un ser mágico que guía a Mérida (Brave) hacia lo que más quiere o desea, en este caso a sus hermanos, quienes son retenidos por los clanes.
- En la saga de videojuegos The Elder Scrolls el fuego fatuo aparece como un ayudante o invocación de una madre fatua, un enemigo que tiene aspecto de una mujer fantasmagórica ligada a la muerte y a la magia.
- En el videojuego Terraria el ítem "Voluta en Botella" (en inglés "Wisp in a bottle") permite al jugador tener una mascota de luz con forma de una calavera rodeada por un fuego turquesa. Esta es una clara referencia a los fuegos fatuos por el color y el fuego.
- En los videojuegos Risk of Rain y Risk of Rain 2 el fuego fatuo es un enemigo recurrente representado como una pequeña bola de fuego flotante que lanza ataques de fuego al jugador.

## Música
- El compositor romántico Franz Liszt puso por nombre «Feux follets» ("Fuegos fatuos") al quinto de sus Douze Études d'exécution transcendante ("Doce estudios de ejecución trascendental").
- En la canción de Mayuko 前夜祭の黒猫 ("Black Cats of the Eve"), los cantantes (Vocaloid Rin y Len) afirman que ellos se convierten en fuego fatuo para guiar a las personas en la noche.
- En 1918, el compositor español Manuel de Falla comenzó a componer la ópera cómica Fuego fatuo, con libreto de María Lejárraga, pero no llegó a estrenarse.
- Manuel de Falla también incluyó una canción en su obra El amor brujo titulada «Canción del fuego fatuo». Su primera estrofa es muy descriptiva del fenómeno, y le sirve de metáfora del amor:

"Lo mismo que el fuego fatuo,
lo mismito, es el querer:
le huyes, y te persigue;
le llamas, y echa a correr."

- El compositor y músico argentino Charly García, formando parte de la banda La Máquina de Hacer Pájaros, escribía en 1977 el tema «Marilyn, la Cenicienta y las mujeres», que dice:

"Por eso, quémate en el fuego fatuo,
báñate en el verde lugar
pero vuelve pronto a casa".

- El compositor y músico argentino Francisco Bochatón tiene una canción llamada "Canción del fuego fatuo".
- Miles Davis, en su disco inspirado en la cultura española, "Sketches of Spain", tiene una canción titulada "Will o' the Wisp", es decir, "fuego fatuo".
- El grupo Estopa escribía un tema llamado "Madre" que dice:

"Y veo hojas negras
fuegos fatuos
rojas velas
yo me mato!"

- El compositor y músico Manolo García escribió en un tema llamado "En el batir de los mares" la siguiente letra:

"A un horizonte en llamas 
de fuegos fatuos 
en mundos rotos 
que ni tú sabes porque en ti pretenden"

- El grupo español Fangoria hace alusión a los fuegos fatuos en su tema "Absolutamente" en la siguiente cita:

"Quien va a ser el próximo en arder, en este fuego fatuo que volvere a encender..."

- El músico y compositor argentino Andrés Calamaro hace mención de dicho fenómeno en su canción "Rumbo errado". Concretamente en la parte siguiente:

"creo que me hace falta agregarle algo a la grapa, me quema la garganta, pero no se compara al fuego fatuo que me quema el corazón..."

- El grupo navarro Berri Txarrak nombra a uno de los discos de su triple álbum Denbora da poligrafo bakarra como "Sutxakurrak" ("Fuegos fatuos", en euskera). Así mismo, ese disco se cierra con un tema llamado de igual manera.

"Sutxakurrak bezala
argia gezur
ustelak ekarria
gure miraria
gure mirari argia"
["como los fuegos fatuos
la mentira de la luz
creada por la podredumbre
nuestro milagro
nuestro milagro luminoso"]
Berri Txarrak

- La banda alemana de power/speed metal Helloween incluye una mención al fuego fatuo en su canción Keeper of the Seven Keys:

"Will'o'the wisps
Misguiding your path
You can't throw a curse
Without takin' their wrath"

"Fuegos fatuos
Desviando tu camino
No puedes lanzar una maldición
Sin tomar su ira"